# Amblymora multiguttata
Amblymora multiguttata là một loài bọ cánh cứng trong họ Cerambycidae.